# Kriegerehrenmal (Drensteinfurt)

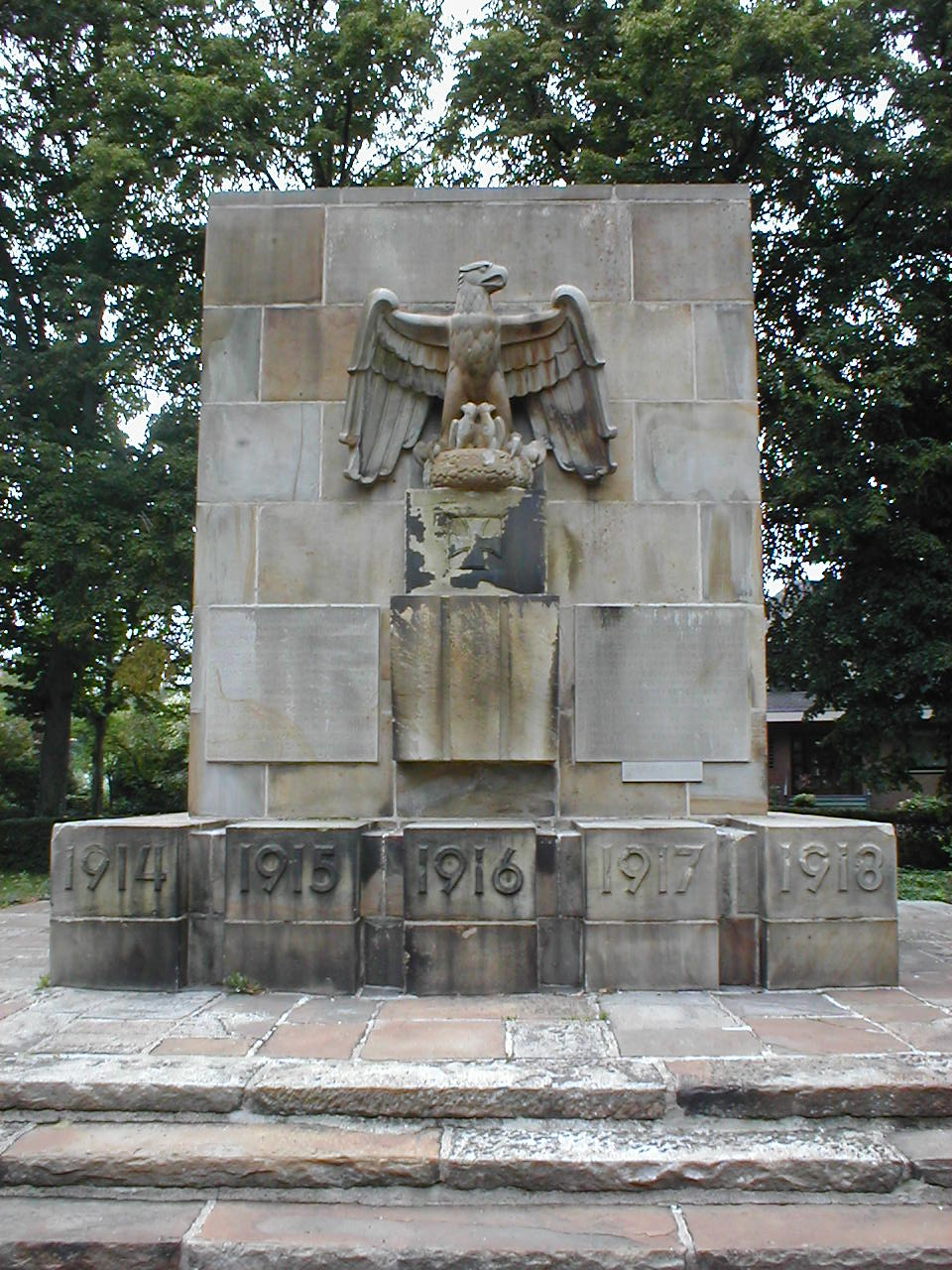
Vorderansicht des Kriegerehrenmales

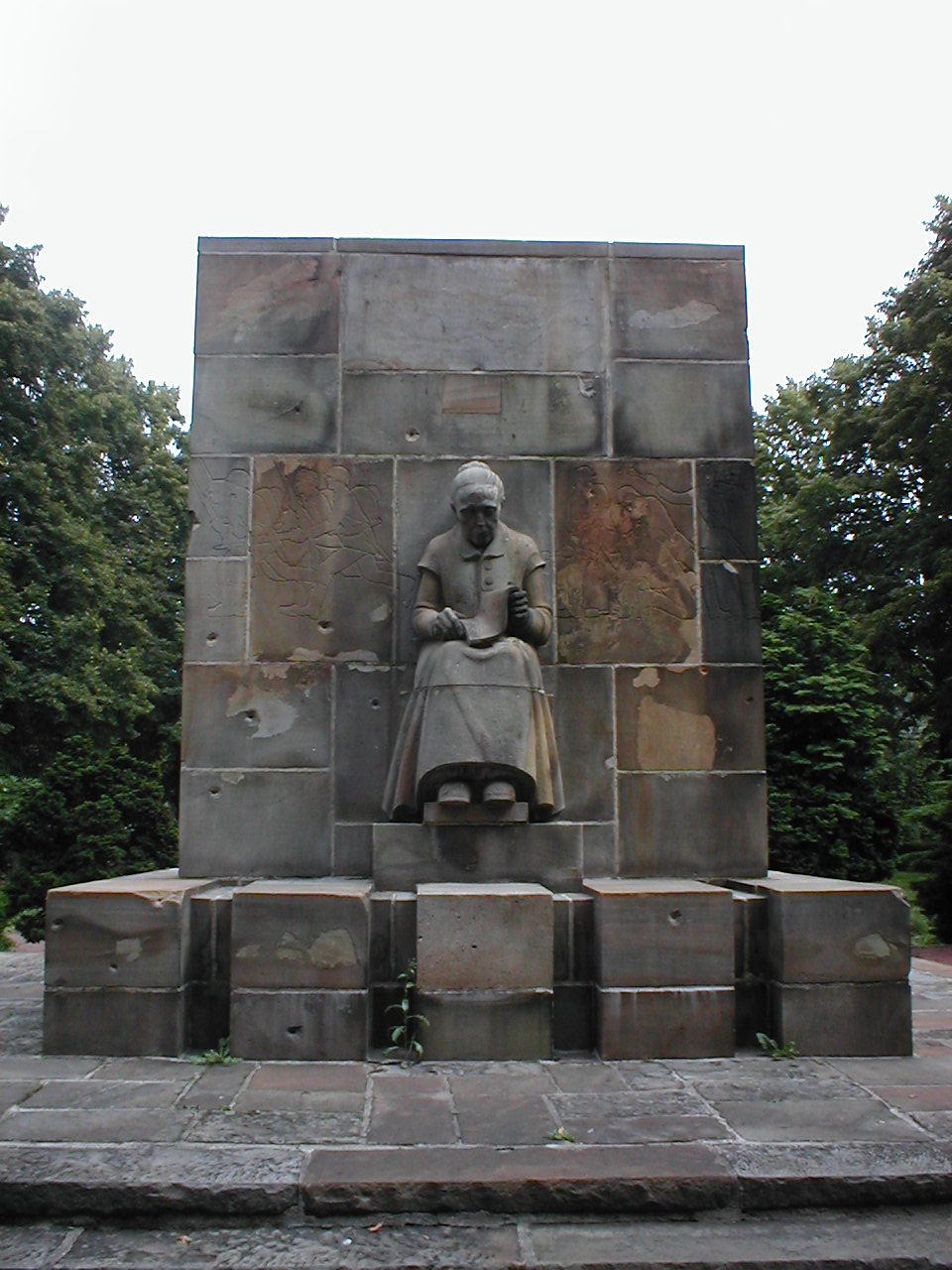
Rückseitenansicht des Kriegerehrenmales

Das Kriegerehrenmal der Stadt Drensteinfurt liegt am Landsbergplatz und wurde am 25. Juni 1938 zur Erinnerung an die Toten des Ersten Weltkrieges eingeweiht. Nach dem Zweiten Weltkrieg wurde das Denkmal für die Toten des Zweiten Weltkrieges nachgewidmet.

## Beschreibung
Es handelt sich um eine von Linden umgebene großzügig angelegte Grünfläche, in deren Mitte sich ein Steinmonument befindet, das an die Toten der beiden Weltkriege erinnert.
Auf der Vorderseite zeigt das Monument einen Adler, der seine Schwingen über einem Nest mit Adlerküken ausbreitet. Darunter befinden sich zwei steinerne Gedenktafeln mit den Namen der Toten des Ersten Weltkrieges. Für die Jahre 1914–1919 (sic!) sind die Namen der Gefallenen des jeweiligen Jahres angegeben. 1989 wurde Gustav Levy nachgetragen. Unterhalb der Gedenktafeln befinden sich fünf Vorsprünge. Von links nach rechts tragen diese Vorsprünge die Jahreszahlen der Kriegsjahre 1914–1918.
Auf der Rückseite zeigt das Monument eine Mutter, die um ihren Sohn trauert. Hinter ihr sind deutsche Soldaten zu sehen, die mit Handgranaten und Gewehren angreifen.
Das Steinmonument wird U-förmig von einem Blumenbeet umgeben, in dem Steine mit den Namen der Toten der Bombenangriffe vom 23. März 1944 und 26. März 1945 liegen. Eine Gedenkplatte erinnert an die Toten:
UND DIE BOMBEN

ZERTRÜMMERTEN

UNSER HAUS

UND TÖTETEN

MANN UND FRAU

KIND UND GREIS

23. März 1944

26. März 1945
Etwas abgesetzt befindet sich auf der linken Seite des Denkmals eine Metallschale auf einem Sockel. In dieser Metallschale soll jedes Jahr am 23. März ein Feuer zum Gedenken an die Opfer der Bombenangriffe entzündet werden.

Gravierte Tafel am Zugang zum Gelände

Gravierte Tafel am Zugang zum Gelände

## Geschichte
Das Denkmal wurde 1938 auf Anregung des Lehrers Franz Schröder erbaut. Die künstlerische Ausführung übernahm der Bildhauer Albert Mazzotti aus Münster.